# Angelo Palombo
Angelo Palombo  (Ferentino, 1981. szeptember 25.) olasz válogatott labdarúgó.